# 12-та група ССО армії США
12-та група сил спеціальних операцій армії США (англ. 12th Special Forces Group (United States) — військове формування, група сил спеціальних операцій армії США, призначена для виконання завдань спеціальних та загальновійськових операцій, ведення партизанської війни.

## Історія
12-та група сформована 9 липня 1942 року у Форт Вільям Генрі Гаррісон, Монтана, як 6-та рота 2-го батальйону 1-го полку 1-ї бригади спеціальних сил. Діяла за часів Другої світової війни. 6 січня 1945 року розформована у Франції.
Знов створена 15 квітня 1960 року у складі Регулярної армії, як 12-та група спеціальних військ армії США, зі штабом в Чикаго в Іллінойсі. 14 грудня 1969 виведена зі складу армії США та переведена до Резерву армії. 15 вересня 1995 року 12-та група разом з 11-ю групою спецвійськ розформована, особовий склад переведений до 20-ї групи ССО.

## Відео
- 12th Special Forces Group Jump — 1989